# Subodh Kumar Chakrabarty
Pour les articles homonymes, voir Chakrabarty.
Subodh Kumar Chakrabarty, né le 18 juillet 1909 à Barisal aujourd'hui au Bangladesh et mort en 1987, est un mathématicien indien.

## Biographie
Né le 18 juillet 1909 à Barisal aujourd'hui au Bangladesh, Subodh Kumar Chakrabarty a perdu son père Sitala Kanta Chakrabarty lorsqu'il avait seulement six ans.
Il reçoit le D.Sc. de l'université de Calcutta en 1943. 
Il est devenu membre de l'Académie indienne des sciences en 1949 et président de la Section mathématique du Congrès scientifique indien en 1954. Il a apporté d'importantes contributions dans le domaine des mathématiques. 
Il a apporté d'importantes contributions dans le domaine des mathématiques.
Il a créé une station sismographique au BE Engineering College, Howrath, où il était également le chef du département des mathématiques.

## Récompenses
- 1943 : Mouat Medal de l'université de Calcutta[2]
- 1944 : Elliot Prize de l'Asiatic Society[2]

## Publications
- Ramyani beekshya[3]
- Bhraman sathi
- Ramyani beckshya